# پیتر هپنر
پیتر هپنر (انگلیسی: Peter Heppner؛ زادهٔ ۷ سپتامبر ۱۹۶۷) خواننده، ترانه‌سرا اهل آلمان است. وی از سال ۱۹۸۷ میلادی تاکنون مشغول فعالیت بوده‌است.